# OS/360
OS/360 était un système d'exploitation développé par IBM pour leur nouvelle série d'ordinateurs System/360, annoncée en 1964. Mis au point sous la direction de Frederick Brooks, OS/360 a été parmi les premiers systèmes d'exploitation à nécessiter l'usage d'unités de disques durs pour son fonctionnement.

## Origines
OS/360 a évolué pour devenir une famille de trois systèmes. Le premier, PCP (Primary Control Program) traitait les travaux un par un séquentiellement, et était bien adapté au 360/20 ; le suivant, MFT (Multiprogramming with a Fixed number of Tasks) pouvait traiter un nombre fixe de tâches concurrentes, chacune occupant une partie fixe et prédéterminée de la mémoire centrale ; il était typiquement utilisé pour des machines de puissance inférieure ou égale au 360/40. Enfin MVT (Multiprogramming with a Variable number of Tasks) permettait sur les machines du haut de la gamme un nombre variable de tâches dans des partitions dynamiques de taille variable de la mémoire centrale.
Le langage de contrôle des travaux JCL (Job Control Language) servait à structurer les lots de cartes perforées soumises pour traitement à l'ordinateur via un lecteur de cartes. Composé de quelques ordres,
- JOB (informations administratives),
- EXEC (programme à exécuter),
- DD (association des fichiers du programme aux ensembles de données de la machine),
- PROC (macro-séquences de JCL), etc.

et de nombreux paramètres, le JCL permettait de définir les programmes, les données et les périphériques pour chaque travail soumis au système d'exploitation.
Chaque exécution ramenait un code retour de 0 (tout s'est bien passé), 4 (anomalie sans gravité), 8 (erreur à examiner), 12 (étape anormale) ou 16 (poursuite impossible). On indiquait ce qui devait être fait des fichiers en fonction de ces codes retour (conservation ou effacement, option DISP=), et chaque programme indiquait les conditions (COND=) de code retour de l'étape précédente déterminant son exécution ou non.
Comme jamais un système d'exploitation de cette envergure n'avait été développé, OS/360 prit du retard. Originellement prévu pour être livré en 1965 pour la version plus simple de PCP et en 1966 pour les systèmes plus complexes, il a finalement été livré avec un an de retard soit en 1966 pour PCP et en 1967 pour MVT.
Une famille de systèmes de substitution simplifiés, BPS (Basic Programming Support) et BOS (Basic Operating System) pour les plus petits ordinateurs, TOS (Tape Operating System), pour les ordinateurs équipés seulement de dérouleurs de bandes magnétiques, et DOS/360 (en) (Disk Operating System), ont été produits en hâte afin de permettre aux clients d'utiliser leurs nouveaux ordinateurs.

## Évolution
Bien que prévu comme système intérimaire, DOS a survécu jusqu'à nos jours, après son adaptation à la mémoire virtuelle sous le nom DOS/VS (en) (Virtual Storage), devenu ensuite DOS/VSE (Virtual Storage Extended), puis simplement VSE, et finalement dans sa version actuelle[Quand ?], VSE/ESA.
À la suite du développement des ordinateurs de la série System/370 (en) qui permettaient l'adressage virtuel, les systèmes OS/360 ont été mis à jour et renommés ; MFT est devenu OS/VS1 et MVT OS/VS2. OS/VS2 a été produit sous deux versions : OS/VS2 Release 1, aussi appelé SVS (Single Virtual Storage) et OS/VS2 Release 2, appelé MVS (Multiple Virtual Storage). SVS devait faciliter la transition de MVT à MVS, et n'a plus qu'un intérêt historique aujourd'hui. MVS est toujours utilisé sur les derniers modèles de la série IBM 360 et ses successeurs, les System/370, System/390 et zSeries, bien qu'il ait changé plusieurs fois de nom au cours des années, plus récemment OS/390,  connu en 2014 comme z/OS.
Depuis le nouveau millénaire, le système OS/360 d'origine fait partie du domaine public et peut être téléchargé gratuitement. En plus de tourner sur des ordinateurs System/360, il peut être utilisé avec l'émulateur Hercules (en) sous GNU/Linux, Windows, et Mac OS X.